# Stazione di Gioia Tauro
La stazione di Gioia Tauro è una delle principali stazioni della ferrovia Tirrenica Meridionale. Era punto di interscambio con le Ferrovie della Calabria.

## Storia
L'apertura della stazione di Gioia Tauro è legata al completamento della tratta ferroviaria Reggio–Battipaglia avvenuto in ritardo a causa del fallimento della Società per le strade ferrate Calabro-Sicule.
L'incarico di proseguire i lavori venne dato dal governo alla Società per le Strade Ferrate del Mediterraneo ma si dovette attendere la legge di riorganizzazione delle ferrovie e le convenzioni del 1885 (che affidarono la rete alla suddetta società) perché questi riavviassero speditamente i progetti. Tra il 1883 e il 1887 erano state attivate infatti solo le tratte Battipaglia–Agropoli–Castelnuovo Vallo di 50 km e Reggio Calabria–Bagnara di 29 km. Nel 1887 venne completato il tracciato della ferrovia nel tratto tra Nicotera e Gioia Tauro con la costruzione di una stazione provvisoria e nel 1888 la stazione fu congiunta a Bagnara. Solo nel 1895, dopo 20 anni di lavori, la ferrovia tirrenica Battipaglia–Paola–Reggio Calabria veniva interamente completata e Gioia Tauro ebbe la sua stazione collegata alla rete nazionale.
Prima ancora del completamento della rete a scartamento normale, varie istanze territoriali del Taurense avevano richiesto, in base alla Legge Baccarini, la costruzione di una ferrovia a scartamento ridotto per l'interno ma soltanto negli anni tra il 1917 ed il 1928 la stazione si arricchì delle due direttrici per Sinopoli e Cinquefrondi con un terminal adiacente al primo binario a cui fa capo la stazione delle Ferrovie della Calabria (un tempo Mediterranea Calabro Lucane).
Negli anni sessanta, in seguito all'esecuzione del raddoppio dei binari venne ricostruito anche il fabbricato di stazione ed ampliato il piazzale binari.
In seguito alla dismissione della stazione di Taureana, la stazione precedente è Palmi.

## Caratteristiche
La stazione consta di 6 binari di cui 4 atti al servizio viaggiatori con pensiline, sottopassaggi e due ascensori per i disabili. La stazione aveva nel passato un consistente volume commerciale di legname, olio e prodotti agricoli.
La stazione è sede di traffico viaggiatori anche in funzione del servizio ferroviario suburbano TreBUS; l'interscambio con i treni delle ex Ferrovie Calabro Lucane, nell'adiacente stazione, verso le due direttrici di Sinopoli e di Cinquefrondi non avviene più in seguito alla sospensione del servizio ferroviario delle due direttrici.

## Movimento

### Trasporto nazionale
La stazione è servita da treni InterCity, InterCity Notte, Frecciargento e Frecciarossa, che collegano lo scalo con Lamezia Terme, Paola, Sapri, Salerno, Napoli, Roma, Firenze, Bologna, Milano, Torino, Villa San Giovanni, Reggio Calabria e Sicilia.
I treni InterCity e InterCity Notte vengono effettuati con locomotive E.401, E.402B, E.403, E.464 con carrozze UIC-Z + semipilota di seconda classe e Gran Confort di prima classe.
I treni Frecciarossa e Frecciargento vengono effettuati con elettrotreni ETR.1000 ed ETR 485.

### Trasporto regionale
La stazione è servita da treni Regionali che collegano Gioia Tauro con:
- Reggio Calabria Centrale
- Rosarno
- Melito di Porto Salvo
- Lamezia Terme Centrale (via Tropea)
- Paola
- Cosenza  (via Paola)
- Sibari (via Paola-Cosenza)

I treni del trasporto regionale vengono effettuati con E.464 con carrozze UIC-X restaurate + carrozze semipilota, carrozze MDVC, carrozze MDVE + carrozze semipilota, miste di prima e seconda classe. Inoltre vengono utilizzati i treni Minuetto ALe 501/502.

## Servizi
Al 2018 la stazione dispone di:
Biglietteria a sportello
- Biglietteria automatica
- Servizi igienici
- Bar

## Interscambi
- Stazione taxi
- Fermata autobus